# Ute Mennecke
Ute Mennecke (früher auch Ute Mennecke-Haustein; * 1958 in Braunschweig) ist eine deutsche Theologin.

## Leben
Von 1977 bis 1982 studierte sie evangelische Theologie und Germanistik an der Georg-August-Universität Göttingen. Nach der Promotion (1983–1987) zum Dr. phil. über Luthers Trostbriefe und der Mitarbeit im Projekt Inschriften der Stadt Helmstedt war sie von 1988 bis 1994 Hochschulassistentin in Göttingen bei Ekkehard Mühlenberg. Nach der Habilitation 1998–2000 im Fach Kirchengeschichte und Lehraufträgen in Jena und Dresden vertrat sie im Sommersemester 2000 eine Professur für Kirchengeschichte in Frankfurt am Main und im Sommersemester 2001 eine Professur für Kirchengeschichte in Jena. 2002 absolvierte sie ein verkürztes, ehrenamtliches Vikariat in der ELKTh. Im Wintersemester 2003/2004 vertrat sie eine Professur für Kirchengeschichte an der Augustana-Hochschule Neuendettelsau. Nach dem zweiten theologischen Examen 2004 und der Ordination war sie von 2004 bis 2006 Pastorin z. A. in der Gemeinde Hainspitz-Serba (Superintendentur Eisenberg). Seit 2006 lehrt sie als Professorin für Kirchengeschichte an der Universität Bonn. Ende Januar 2022 wurde sie emeritiert.
Ihre Arbeitsschwerpunkte sind Theologie der Reformationszeit mit dem Schwerpunkt Luther, lutherische Frömmigkeitstheologie im 17. Jh., Erbauungsliteratur beider Konfessionen, die frühe Erweckungsbewegung (M. Claudius, J.H. Jung-Stilling, J.K. Lavater, Johann Michael Sailer) und Theologie und Literatur.
Sie erhielt 1988 den Hanns-Lilje-Preis.

## Schriften
- Luthers Trostbriefe, Gütersloh: Gütersloher Verl.-Haus Mohn, 1989
- Conversio ad Ecclesiam. Der Weg des Friedrich Staphylus zurück zur vortridentinischen katholischen Kirche, Gütersloh: Gütersloher Verl.-Haus Mohn, 2003